# Карпелес, Густав
Густав Карпелес (нем. Gustav Karpeles; 11 ноября 1848, Ивановице-на-Гане или Брно-Ивановице, Земли Чешской короны — 21 июля 1909, Наухайм, Гессен) — немецкий публицист и историк литературы.

## Биография
Готовясь к раввинскому званию, Густав Карпелес, по окончании гимназии, поступил в еврейскую теологическую семинарию в Бреславле, изучая в то же время в университете философию, историю и литературу. Ещё будучи студентом, он стал увлекаться творчеством Генриха Гейне, опубликовав некоторые его посмертные произведения. Занятия литературой побудили Карпелеса оставить семинарию и переселиться в столицу Германии, где в 1870 году он выпустил свою первую работу о Л. Берне.
В начале 1870-х гг. Густав Карпелес примкнул к консервативному движению среди евреев, и вместе с И. Гильдесгеймером вел энергичную борьбу против реформистского течения в Берлине.
Целый ряд его исследований посвящён Гейне: «Heine und das Judenthum» (Бреславль, 1868); «Heinrich Heine» (Берлин, 1870); «Heinrich Heine’s Biographie» (Гамбург, 1880); «Kritische Ausgabe v. Heiner Werken» (Бресл., 1887); «Heinrich Heine und seine Zeitgenossen» (Бресл., 1887), «H. Heine’s Autobiographie» (Бреславль, 1888). Из других историко-литературных трудов его главные: «Ludwig Börne» (Лейпциг, 1871); «Nicolaus Lenau» (Бреславль, 1872); «Geschichte der jüdischen Literatur» (Бреславль, 1886; русский перевод — Санкт-Петербург, 1888 год).